# Rzeszotary (przystanek kolejowy)
Rzeszotary – przystanek kolejowy, niegdyś stacja kolejowa w Rzeszotarach, w powiecie legnickim w województwie dolnośląskim,  w Polsce. Położona jest przy linii kolejowej Rudna Gwizdanów – Legnica.

## Ruch pasażerski
| Rok  | Wymiana pasażerska na dobę |
| ---- | -------------------------- |
| 2017 | –                          |
| 2022 | 50-99                      |